# Walter Spanghero
Vous lisez un « bon article » labellisé en 2015.
Pour les articles homonymes, voir Spanghero.

a Compétitions nationales et continentales officielles uniquement.

b Matchs officiels uniquement.
Dernière mise à jour le 15 mars 2015.
Walter Spanghero, né le 21 décembre 1943 à Payra-sur-l'Hers (Aude), est un joueur international français de rugby à XV, devenu dirigeant sportif et homme d'affaires. Walter Spanghero est considéré comme l'un des meilleurs joueurs français de sa génération et comme un joueur emblématique de l'histoire du rugby français ainsi que de l'histoire du RC Narbonne, club dans lequel il joua durant presque l'entièreté de sa carrière. Il compte cinquante-et-une sélections en équipe de France, dont vingt-trois fois au poste de troisième ligne centre, cinq fois comme troisième ligne aile et vingt-trois fois au poste de deuxième ligne entre 1964 et 1973. Il a marqué quatre essais et a été désigné capitaine à onze reprises.
Walter Spanghero est un des acteurs de la victoire française lors de trois Tournois des Cinq Nations (1967, 1968 et 1973) dont un Grand Chelem en 1968. Il participe aux tournées en Afrique du Sud en 1964, 1967 et 1971, en Australie en 1968 et 1972 et en Nouvelle-Zélande en 1968.
Après avoir travaillé à la ferme paternelle, puis dans une banque, il est devenu le chef d'entreprise d'une société locale indépendante de location de voitures de la région toulousaine avant de céder cette affaire.

## Carrière sportive

### Jeunesse, famille

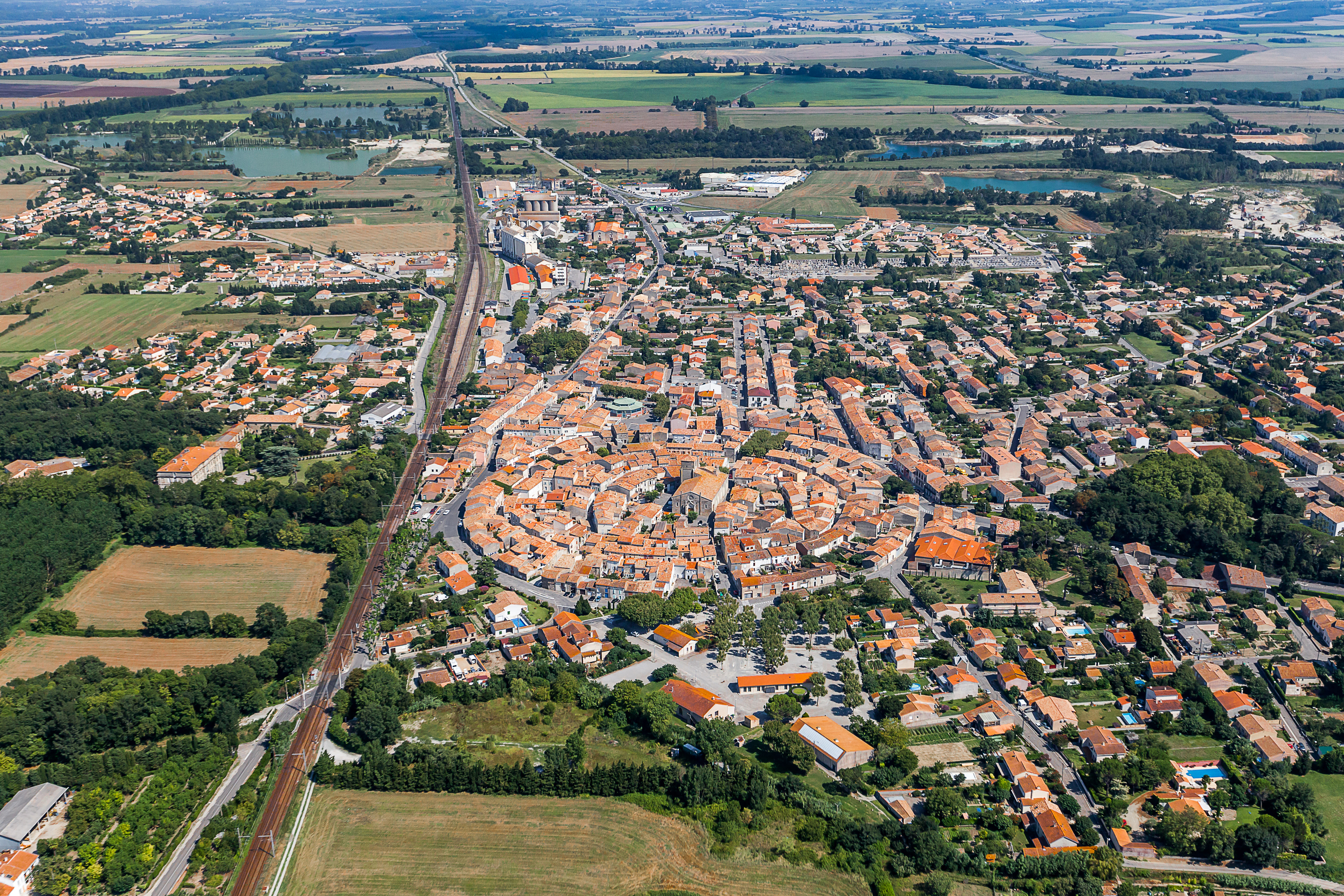
La ville de Bram, fief de la famille Spanghero.

Walter Spanghero est né le 21 décembre 1943 à Payra-sur-l'Hers (Aude). Walter est un prénom masculin allemand et anglais, d'origine germanique, qui est courant dans la région d'origine de ses parents,. Il se marie le 13 juillet 1976 et il a un fils unique prénommé Xavier.
Son père, Dante Ferrucio Spanghero, immigré du Frioul, arrive en France dans les années 1930 pour y gagner sa vie comme maçon. La gale du ciment le rend inapte à la profession et il rentre en Italie. Après avoir quitté à nouveau son pays natal pour rejoindre Montréal, il s'installe à Bram en 1936. Il épouse Roméa, elle aussi immigrée italienne, en 1938 à Mirepoix, en Ariège, pour donner naissance à une famille nombreuse de six garçons et deux filles. Il travaille à la ferme, ils « vivent chichement, les repas sont frugaux », se souvient Laurent Spanghero, le fils aîné. Dante Ferrucio Spanghero joue au rugby à XV dans le club local de Bram,.
Les six garçons jouent au rugby à un haut niveau, Walter et Claude deviendront même internationaux. « On faisait tous 1,90 m et plus de 100 kilos, alors la presse en a fait ses choux gras, de la fratrie Spanghero », se rappelle Laurent.
Walter est le troisième de la lignée. Ses cinq frères sont Laurent, Jean-Marie, Claude, Guy et Gilbert. Claude est 22 fois international (dont sept aux côtés de son frère), il fait partie de l'équipe première du Racing Club narbonnais tout comme Laurent, Jean-Marie et Guy. Gilbert joue notamment à Graulhet. En 1966, un sujet de l'émission Les Coulisses de l'exploit est réalisé au sujet de la fratrie Spanghero, reportage assuré par le journaliste sportif Roger Couderc. Le benjamin a dix-neuf ans de moins que l'aîné. Maryse et Annie sont les deux filles.
Walter Spanghero aide d'abord à la ferme. Il est amoureux de la terre, très attaché au travail bien fait. À l'âge de douze ou treize ans, il va traire les vaches dès 5 heures du matin, avant de partir pour l'école et fait de même le soir. « Alors que j'étais pensionnaire à Saint-Joseph de Limoux, à l'âge de 13 ans, un professeur a voulu m'adresser un coup de pied. Je l'ai évité et l'enseignant est allé se fracasser la cheville contre un banc. Mon père, convoqué, était mort de honte. Alors, il m'a dit : « si les études te vont pas, tu vas venir avec moi aux champs » », se souvient Walter Spanghero. Il devient garçon de ferme.

### Débuts avec Narbonne et en équipe de France

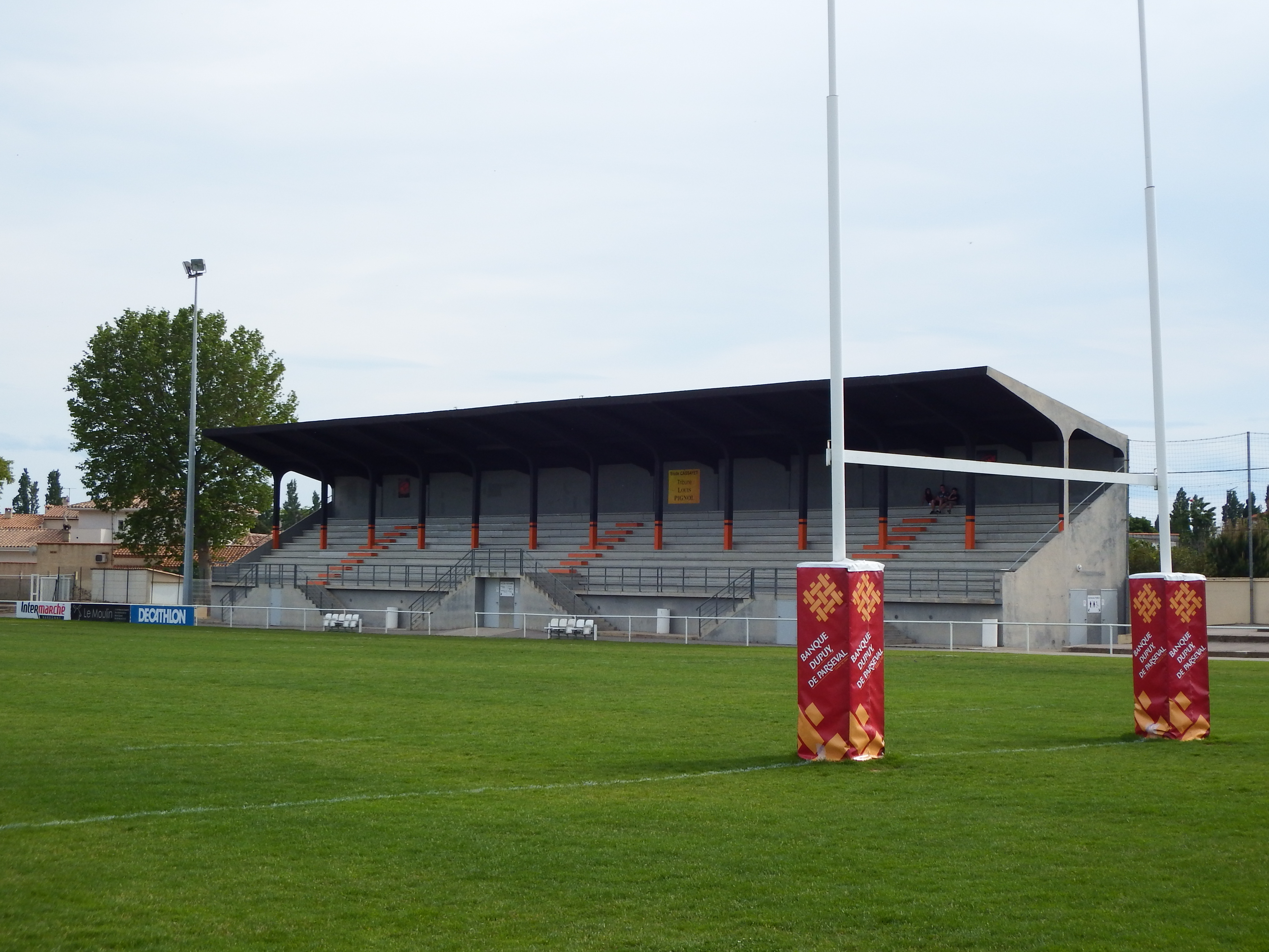
Walter Spanghero commence le rugby à XV au haut niveau sur la pelouse du stade Cassayet de Narbonne.

Walter Spanghero commence tardivement le rugby à XV à 17 ans à Bram. Il rejoint Narbonne en 1961 et il joue en équipe première de 1961 à 1975. En 1964, les Narbonnais et Walter parviennent à disputer les demi-finales du championnat de France (défaite 8-3 contre la Section paloise, future championne de France). En quart de finale, Walter Spanghero se distingue en deuxième ligne pour une victoire 11 à 0 sur Montferrand.
Il est retenu pour effectuer la tournée de l'équipe de France en Afrique du Sud après un match de sélection, disputé à Pau en juin 1964. Alors présent au bataillon de Joinville, il doit sa présence dans le groupe français à l'absence du troisième ligne centre de Toulouse Jean Fabre, blessé au nez. Walter Spanghero reçoit sa première cape à l'âge de 20 ans le 25 juillet 1964,. Il est retenu pour affronter les Springboks à Springs. Les circonstances sont peut-être les plus difficiles possibles. La pression est importante, la précédente tournée de l'équipe de France de rugby à XV en 1958 en Afrique du Sud ayant été la première tournée d'une équipe de rugby à XV représentant la France dans une nation du Commonwealth de l'hémisphère Sud, qui a en plus abouti sur une victoire finale dans la série de test matchs (avec une victoire et un match nul). Il est ainsi aligné aux côtés de Benoît Dauga, 22 ans. Emmenée par son capitaine Michel Crauste, l'équipe de France domine le match grâce au pack d'avants, et prend l'avantage sur un essai de l'ailier Christian Darrouy. Les Sud-Africains manquent une transformation et la France s'impose 8-6. Walter Spanghero est la révélation et l'homme du match,,. Pour le troisième match de la tournée disputé contre la Western Province, le jeune joueur est essayé au poste de pilier.
Walter Spanghero découvre en 1965 le Tournoi des Cinq Nations avec une sélection le 9 janvier 1965 à Colombes contre l'Écosse. Lors de France-Irlande en 1966, au début de la seconde mi-temps, après une charge du joueur narbonnais, le public se lève, et scande son nom. L'émotion est forte pour le jeune joueur,.
Les tournées dans l'hémisphère Sud sont rares, les déplacements en Roumanie moins appréciées des amateurs de rugby. Le Tournoi, lui, « suscite un engouement formidable », selon Claude Dourthe.

### Nouvelles tournées et Grand Chelem
Une nouvelle tournée en Afrique du Sud en 1967 lui vaut le surnom de « Iron Man » (« l'homme de fer ») de la part des Sud-Africains. Lors de celle-ci, il dispute le premier test, à Durban. Il subit un K.O. lors d'une bagarre. Pour la première fois de son histoire, l'équipe de France subit une défaite lors d'un test disputé en Afrique du Sud. Il est aligné au poste de troisième ligne aile à Bloemfontein où les Français subissent une nouvelle défaite, 16 à 3. Pour le troisième test, à Johannesbourg, il évolue de nouveau au poste de troisième ligne aile lors d'une victoire 19 à 14. Malgré une blessure contre le Northern Transvaal, match considéré comme l'équivalent d'un test, rencontre où il inscrit un essai, il se rétablit rapidement pour disputer le dernier test, au Cap. Cette rencontre se termine sur un score nul de 6 partout dans lequel il inscrit un essai,.

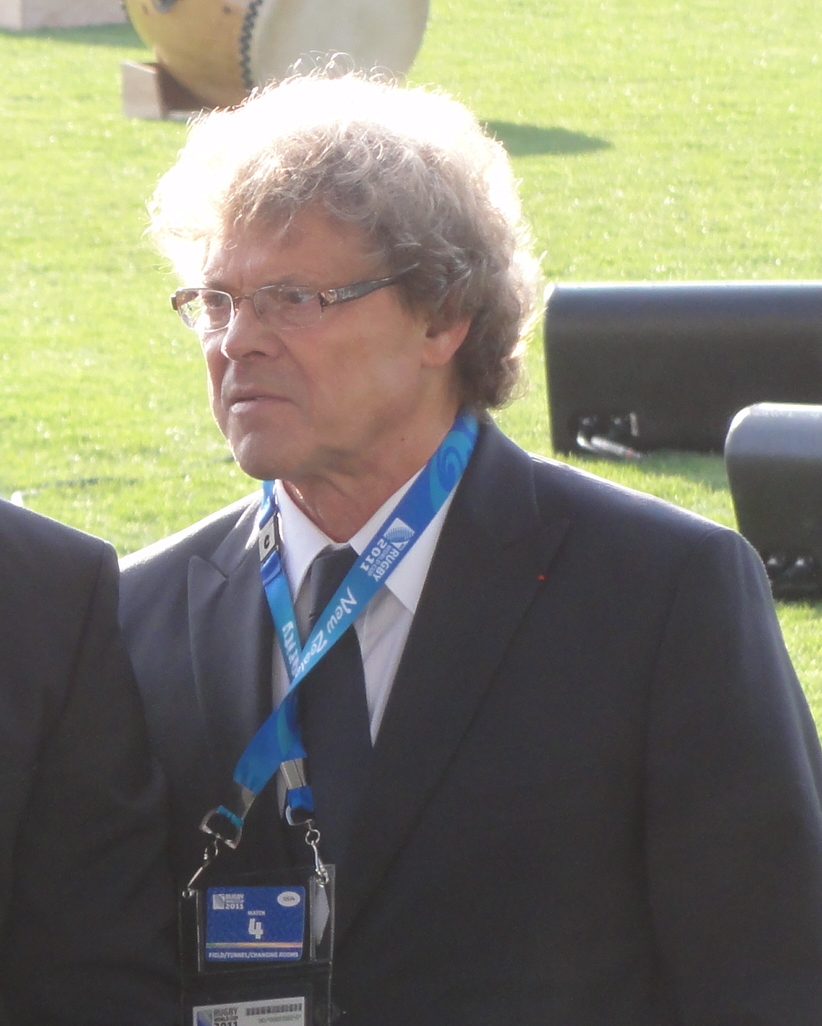
Jo Maso, coéquipier de Walter Spanghero en club de 1968 à 1975 et en équipe nationale de 1966 à 1973.

Walter Spanghero connaît en 1968 un autre fait d'armes, avec un Grand Chelem obtenu dans le Tournoi des Cinq Nations 1968 dans des conditions étonnantes. « C'est bien simple, note Spanghero, nous n'avons été que quatre à disputer les quatre matchs, Cester, Campaes, Carrère et moi. » Après les deux premiers matchs du tournoi, les sélectionneurs acceptent d'organiser un match de démonstration à Grenoble juste avant l'ouverture des Jeux olympiques. L'équipe de France, qui avait « fait la troisième mi-temps le soir précédent », se souvient Christian Carrère, s'incline face à une sélection du Sud-est mené par les frères Guy et Lilian Camberabero. Cette défaite provoque de gros changements : huit nouveaux joueurs sont appelés par rapport au test précédent. Cette rencontre est ainsi fatale à la première ligne formée de Abadie, Cabanier et Gruarin, aucun de ces joueurs ne disputant ensuite de matchs avec les Bleus.
Pour le dernier match disputé au pays de Galles, le terrain est très difficile (« C'est bien simple, explique Christian Carrère en 2003, aujourd'hui le match serait reporté »), la météo est détestable, le jeu est cantonné devant,. Alors, « un match engagé, quoi » — avoue Walter Spanghero — a lieu. « Le pied est fait pour se mouvoir de haut en bas dans une mêlée ouverte. Jamais comme un balancier. C'est vrai, je suis un peu sorti « tatoué » de cette rencontre, mais en entier. »
Côté club en 1968, Walter Spanghero et les Narbonnais parviennent à disputer les demi-finales du championnat de France (défaite 14-9 contre Toulon) puis à gagner la finale du Challenge Yves du Manoir (victoire 14-6 contre Dax).
L'équipe de France, après son premier Grand Chelem, connaît une série de défaites. Celle-ci débute par trois face aux All Blacks, puis une face aux Wallabies lors de la même tournée, rencontre où il inscrit son premier essai avec le maillot bleu. C'est ensuite deux défaites face aux Springboks en France et une défaite à Bucarest face à la Roumanie. Pour le premier match du tournoi face à l'Écosse, le forfait de Jean Salut dans le couloir menant au terrain nécessite un réajustement qui oblige Benoît Dauga à descendre de deuxième ligne au poste de troisième ligne centre, Spanghero, titulaire de ce poste de numéro 8 depuis 1967, étant repositionné en troisième ligne aile,. Après une défaite à Paris lors de cette rencontre, puis en Irlande lors du match suivant, Walter Spanghero renonce à être sélectionné : il montre ainsi qu'« il ne défend pas le maillot tricolore en songeant, avant tout, à garder sa place pour le match suivant. » Après une nouvelle défaite contre l'Angleterre, la dixième consécutive pour l'équipe de France, il est rappelé pour disputer le match face au pays de Galles, qui compte alors deux victoires en deux rencontres. Pour la première fois en équipe de France, il est désigné capitaine, avec l'appui du président de la République française, Georges Pompidou,, d'une équipe de France qui compte quatre autres joueurs narbonnais : Jo Maso, Gérard Sutra, Gérard Viard et René Bénésis. Il conduit son équipe à un match nul à Colombes contre le pays de Galles finalement vainqueur du Tournoi des Cinq Nations 1969. Invité à prendre le commandement de l'équipe, il n'accepte cette fonction qu'en exigeant les pleins pouvoirs de préparation et de commandement, et les obtient. Toutefois, Guy Basquet manœuvre pour ne pas les lui conserver.

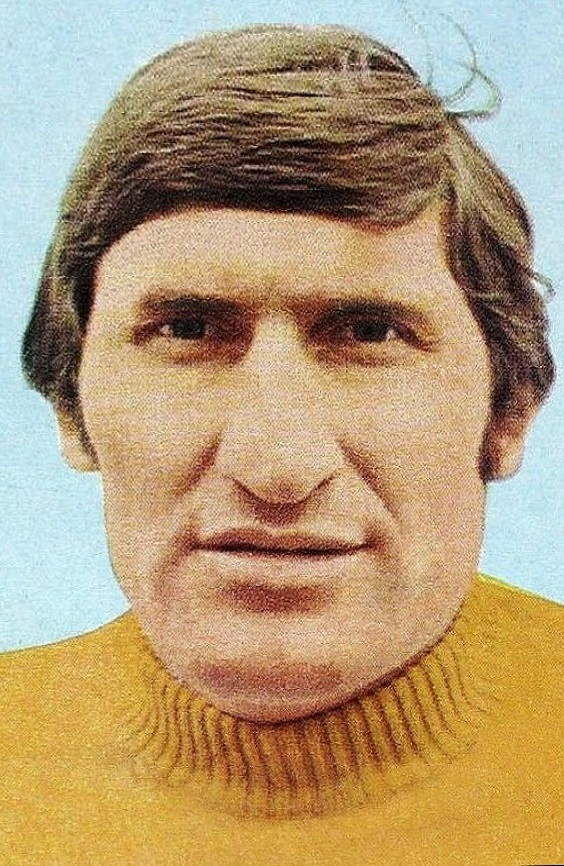
Walter Spanghero en 1971.

Après avoir été victime d'une blessure au genou, Walter Spanghero, souffre d'une fracture à la main et il ne peut pas jouer le match de l'équipe de France le 14 décembre 1969 contre la Roumanie. Bien que rétabli, il n'est ensuite pas utilisé lors du tournoi de l'année 1970. Il s'en étonne, déclarant que Basquet ne tient pas ses promesses — entre Benoît Dauga et Walter Spanghero, Guy Basquet aurait tranché. Les relations entre ces deux forts caractères n'ont pas toujours été faciles, comme l'avoue Christian Carrère. Le Narbonnais fait son retour en novembre de la même année à Bucarest où la France s'impose difficilement face à la Roumanie sur le score de 14 à 3. Les sélectionneurs, désirant privilégier la touche contre l'Écosse lors de la première rencontre du tournoi 1971, préfère Jean-Pierre Bastiat à Walter Spanghero pour le poste de deuxième ligne, choix confirmé lors du match suivant face à l'Irlande. Avec le nul à Dublin, les sélectionneurs font de nouveaux changements, alignant en deuxième ligne une paire inédite avec Walter et Claude Spanghero, lequel obtient à cette occasion sa première sélection face à l'Angleterre à Twickenham (rencontre terminée sur un score nul). Les frères Spanghero sont de nouveau associés en deuxième ligne lors du dernier match, face au pays de Galles, les Gallois venant obtenir en France le sixième Grand Chelem de leur histoire. La paire des frères Spanghero n'est pas reconduite lors du premier test de la tournée en Afrique du Sud suivante, Claude conservant son poste mais Walter occupant un poste de troisième ligne aile. Les Français, bien que dominateurs en touche, s'inclinent à Bloemfontein sur le score de 22 à 9. Blessé lors d'un match de semaine, Walter Spanghero doit déclarer forfait pour le test de Durban, terminé sur un score nul de 8 partout.

### Capitaine de l'équipe de France
Absent lors des deux tests face aux Wallabies en novembre, puis face à la Roumanie, Walter Spanghero est de nouveau oublié lors des deux premiers matchs du Tournoi. Pour le dernier match de l'équipe de France disputé au Stade olympique Yves-du-Manoir de Colombes, le 26 février 1972, face à l'Angleterre, Walter Spanghero est rappelé et désigné capitaine. « Je suis très heureux de revenir en équipe de France et d'en être le capitaine. Je tâcherai d'être digne de la confiance des sélectionneurs. » La France, où Claude Spanghero évolue en deuxième ligne, s'impose largement sur le score de 37 à 12. Walter Spanghero marque le cinquième des six essais tricolores sur une charge après avoir pris le ballon de fond de touche,. C'est la plus lourde défaite de l'Angleterre en France,,. Jean Lacouture ne tarit pas d'éloges dans Le Monde : « C'est le jeu jubilant et juteux qu'a fait jaillir, de coup de gueule en coup de rein, ce centurion prodigue qu'est Walter Spanghero. On l'a vu mauvais, le grand Walter, on l'a cru fini ; mais ce samedi, il a entraîné ses camarades avec une sorte de frénésie, jouant de trois armes qu'il n'avait jamais réunies de la sorte en faisceau : entrain communicatif, souci d'être le premier dans tous les chocs, habileté de main invraisemblable chez un tel colosse. » Blessé, il ne dispute pas le dernier match des Français dans ce tournoi, où Dauga prend sa place en no 8. Il dispute toutefois un match amical face à l'Irlande, match que la France joue à Dublin pour aider la Fédération irlandaise, privée de deux rencontres du Tournoi face à l'Écosse et le pays de Galles en raison du conflit nord-irlandais,. En club, le RC Narbonne s'incline en demi-finale du Championnat de France 1971-1972 contre Brive 9-7.
Lors de la tournée en Australie, il dispute les deux tests face aux Wallabies, un match nul 14 partout à Sydney, puis une victoire 16 à 15 à Brisbane où Walter Spanghero inscrit le dernier des trois essais français. La France s'impose ensuite en Roumanie sur le score de 15 à 6.

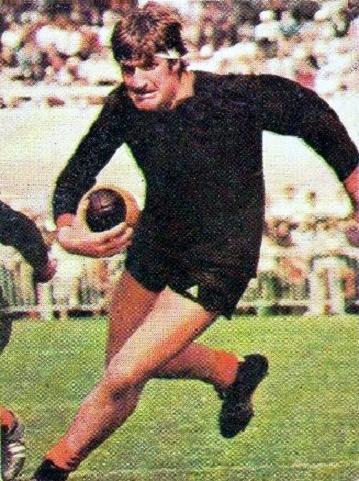
Walter Spanghero en 1973.

La France commence l'année 1973 par une victoire 16 à 13 au Parc des Princes face à l'Écosse en ouverture du Tournoi des Cinq Nations 1973. Elle accueille ensuite les All Blacks, toujours au Parc des Princes, le 10 février 1973. Les hommes de Walter Spanghero s'imposent 13 à 6. Nouvelle envolée lyrique de Jean Lacouture dans Le Monde : « Ces deux joueurs, Walter Spanghero et Max Barrau, ont dominé le match comme on vit jadis Jean Prat et Yves Bergougnan en contrôler d'autres. Ce Walter de granit, avec sa tête de l'île de Pâques, ses mains en forme de chistera et son cœur de combattant de la liberté, a imprimé un rythme étonnant au lourd pack groupé autour de lui et donné à ses colosses, faits pour coller au sol, une impétuosité insoupçonnée. S'il est vrai que la force de pénétration résulte d'une combinaison entre la masse et la vitesse, il faut attribuer à la fantastique mobilité de Spanghero, ce samedi, la puissance de percussion d'un pack qui, dominé en touches, a gagné plus de ballons que son célèbre vis-à-vis et accompli sa mission de conquête comme aucune ligne d'avants français depuis la retraite de Michel Crauste. » C'est la première et seule défaite des All Blacks dans l'un des cinq test-matchs qu'ils disputent au cours de leur tournée en Europe. Et la deuxième victoire des Français contre les Néo-Zélandais, dont la première datait de 1954. Après cette victoire, les Français s'inclinent à Twickenham, 6 à 14, puis battent les Gallois à Paris sur le score de 12 à 3. Pour le dernier match international de Walter Spanghero, ils ont ainsi la possibilité de remporter le Tournoi lors du dernier match, disputé en Irlande, mais s'inclinent sur le score de 4 à 6. Pour la première fois depuis 1910, les cinq équipes sont ex æquo, chacune remportant les deux matches joués sur son terrain.

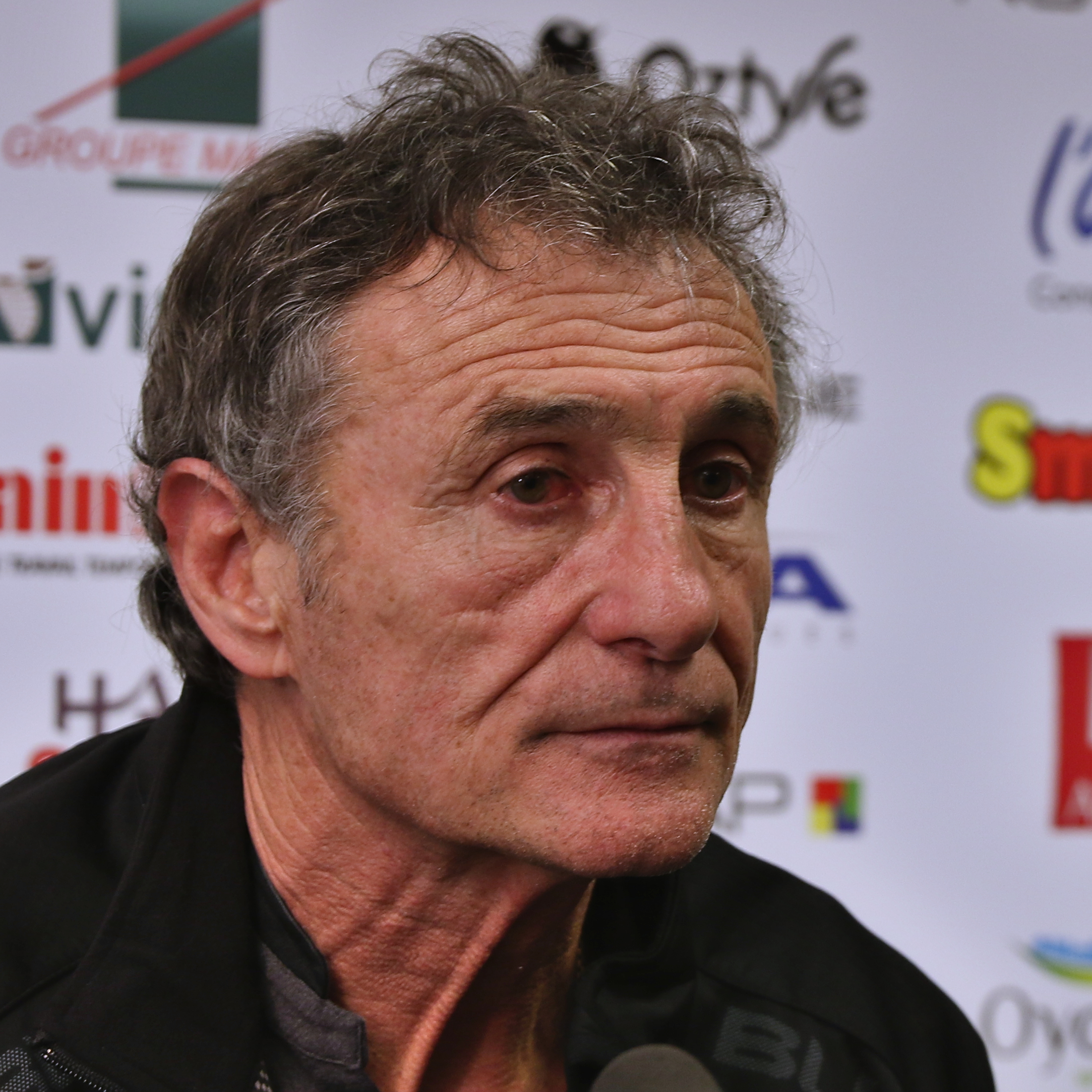
Guy Novès, coéquipier de Walter Spanghero en club de 1975 à 1977, répond ici à une interview en 2015.

### Finale de championnat de France et période toulousaine
Éliminés en huitièmes de finale du championnat par le futur champion, Tarbes, sur le score de 12 à 11, Walter Spanghero et les Narbonnais s'imposent sans génie en mai 1973 en finale du Challenge Yves du Manoir 13-6 contre l'AS Béziers. Initialement suspendu pour deux matchs pour « manquement à ses devoirs de capitaine » lors des incidents du match Dax-Narbonne, Walter Spanghero, dans un entretien au quotidien régional Midi libre du 10 janvier 1974, fait part de son mécontentement envers l'arbitre, le délégué sportif et les dirigeants de la FFR. Un comité directeur se réunit et le suspend jusqu'au 31 mars. Début mars, la peine est assortie d'un sursis.
Walter Spanghero parvient en 1974 à disputer la finale du championnat de France avec le Racing Club narbonnais. Ils affrontent le voisin, l'AS Béziers. Côté narbonnais, sont alignés dans le pack d'avants Walter, Claude et Jean-Marie Spanghero avec à l'ouverture Jo Maso. Narbonne inscrit deux essais et mène 14-10. Sur un coup de pied, Walter Spanghero est à la réception ; plaqué, il ne lâche pas le ballon. Les Biterrois reviennent 13 à 14 avant de marquer un drop dans la dernière minute sur un ballon pris sur lancer adverse en touche,,,,. La semaine suivante, Walter Spanghero et les Narbonnais parviennent toutefois à remporter pour la deuxième fois consécutive la finale du Challenge Yves du Manoir, face au CA Brive (1973 puis 1974),.
Puis Walter Spanghero joue au Stade toulousain de 1975 à 1977 pour deux saisons aux côtés de Jean-Pierre Rives et de Jean-Claude Skrela. Narbonne s'oppose d'abord à son départ,, mais Walter Spanghero peut jouer le 4 janvier 1976 avec le Stade en troisième ligne (Jean-Pierre Rives - Walter Spanghero - Jean-Claude Skrela) pour une défaite à domicile 18-6 contre Béziers. Guy Novès et Serge Gabernet disputent également ce match. Le 29 février 1976, Walter Spanghero joue à Narbonne avec le maillot du stade contre le RC Narbonne et trois de ses frères, équipe dont il a été capitaine dix ans, pour s'incliner 25-15 en huitième de finale du challenge Yves du Manoir. La saison de championnat est compliquée et le maintien difficilement assuré. En 1976-1977, Toulouse parvient en huitième de finale du championnat de France et s'incline 17 à 16 après prolongation contre Nice. Le club de Toulouse aide Walter Spanghero lors du démarrage de son entreprise de location de voitures. Il aide à son tour le Stade en dirigeant l'association des amis du Stade.

## Palmarès

### En club
En quatorze saisons passées avec le Racing Club narbonnais, Walter Spanghero tente à de nombreuses reprises de remporter le Championnat de France en disputant les phases finales jusqu'aux demi-finales, en vain. Il est vice-champion de France en 1974, demi-finaliste à quatre reprises : 1964, 1968, 1972 et 1974. Il remporte le Challenge Yves du Manoir en 1968, 1973 et 1974, le Challenge Béguère en 1966. Il est finaliste du challenge Yves du Manoir en 1967, finaliste du Bouclier d'automne en 1971 et 1974, demi-finaliste du challenge du Manoir en 1966, 1970, 1975 et 1976.

### En équipe nationale
Walter Spanghero a remporté trois Tournois en 1967, 1968 et en 1973, avec en prime en 1968 le Grand Chelem. Il termine deuxième à trois reprises et seulement deux fois au-delà de la deuxième place.
| Édition           | Rang       | Résultats France | Résultats Spanghero | Matchs Spanghero |
| ----------------- | ---------- | ---------------- | ------------------- | ---------------- |
| Cinq Nations 1965 | 2          | 2 v, 1 n, 1 d    | 2 v, 1 n, 1 d       | 4/4              |
| Cinq Nations 1966 | 2          | 2 v, 1 n, 1 d    | 2 v, 1 n, 1 d       | 4/4              |
| Cinq Nations 1967 | 1          | 3 v, 0 n, 1 d    | 1 v, 0 n, 1 d       | 2/4              |
| Cinq Nations 1968 | 1          | 4 v, 0 n, 0 d    | 4 v, 0 n, 0 d       | 4/4              |
| Cinq Nations 1969 | 5          | 0 v, 1 n, 3 d    | 0 v, 1 n, 2 d       | 3/4              |
| Cinq Nations 1971 | 2          | 1 v, 2 n, 1 d    | 0 v, 1 n, 1 d       | 2/4              |
| Cinq Nations 1972 | Non classé | 1 v, 0 n, 3 d    | 1 v, 0 n, 0 d       | 1/4              |
| Cinq Nations 1973 | 1          | 2 v, 0 n, 2 d    | 2 v, 0 n, 2 d       | 4/4              |

Légende : v = victoire ; n = match nul ; d = défaite ; la ligne est en gras quand il y a Grand Chelem.

## Statistiques en équipe nationale
De 1964 à 1973, Walter Spanghero dispute 51 matchs avec l'équipe de France au cours desquels il marque 4 essais (14 points). Il participe notamment à huit tournois des Cinq nations de 1965 à 1973. Il remporte un Grand Chelem en 1968 et deux autres tournois. Il participe aux tournées en Afrique du Sud en 1964, 1967 et 1971, en Australie en 1968 et 1972 et en Nouvelle-Zélande en 1968.
Walter Spanghero débute en équipe nationale à 20 ans le 25 juillet 1964 et garde une place de titulaire jusqu'à la fin de l'année 1973 (excepté l'année 1970). Par sa position et son style de jeu, il est exposé aux blessures et à ce titre, il manque plusieurs matchs. Il est désigné capitaine à onze reprises.

## Style
Deuxième ligne de formation, Walter Spanghero devient très vite un avant polyvalent pouvant jouer aussi bien deuxième ligne, que troisième ligne centre ou sur l'aile, côté ouvert et fermé. Son grand gabarit et sa force font de lui un des joueurs les plus puissants des avants de l'équipe française. Il est également un joueur de devoir habile de main, mobile et avec le sens du jeu. Par ses plaquages efficaces et dévastateurs, il réalise un travail de l'ombre qui profite à son équipe ; il est dur au mal : insensible aux coups qu'il reçoit, il ne s'abaisse pas à les rendre. Aussi, il reçoit le surnom d'« Iron Man » (« l'homme de fer ») de la part des Sud-Africains. Walter Spanghero travaille quotidiennement sa condition physique, n'hésitant pas à courir 10 kilomètres l'été, revenant dans une voiture volontairement laissée en plein soleil. Pour toutes ces raisons, il est un titulaire indiscutable et un joueur essentiel avec les Bleus et les Narbonnais. Son absence se fait toujours ressentir. Car si ses facultés de guérison sont impressionnantes, son corps est meurtri à de nombreuses reprises (clavicule, côtes, nez, main, mâchoire).
Colin Meads, international néo-zélandais, l'admire : « c'est un joueur propre qui est tout le temps sur le ballon, bon dans l'alignement en touche et dur comme le teck,. » Mervyn Davies, international gallois, dans sa première autobiographie, le retient dans sa sélection XV du monde - pays de Galles.

## Reconnaissances, impact médiatique et populaire
Walter Spanghero obtient l'Oscar du Midi olympique (meilleur joueur français du championnat) en 1966 et 1972 (terminant second en 1965 et 1968), et la Médaille de l'Académie des sports en 1974.
En 1993, Walter Spanghero est récompensé du Prix Alain Danet de l'Académie des sports, pour avoir atteint dans sa carrière athlétique un haut niveau international, puis obtenu une réussite professionnelle remarquable.
Walter Spanghero a seulement vingt ans quand il devient un phénomène médiatique en intégrant le « pack des bestiaux » lors de la tournée de 1964 en Afrique du Sud. Grand, fort, simple et généreux, il est un client de choix pour la télévision naissante ; il plaît au Français moyen, avec ses racines paysannes dans une France de plus en plus citadine, un accent rocailleux et des bons mots.
Walter Spanghero, très populaire, est sollicité au cinéma en 1978 en interprétant le rôle d'un entraîneur de rugby dans le film Ça va pas la tête de Raphaël Delpard, aux côtés de l'acteur bigourdan Henri Génès. Il apparaît également dans Les Diplômés du dernier rang (1982) et la série télévisée Allez la rafale! (1977), feuilleton radiophonique écrit par Jean Chouquet, dialogué par Denis Lalanne, diffusé quotidiennement sur les ondes de France Inter et où il joue son propre rôle.
Le terrain de rugby du Centre national des sports de la défense (CNSD), nouveau nom du bataillon de Joinville, porte le nom de Walter Spanghero.

## Autres activités, reconversion
Walter Spanghero profite de sa notoriété de joueur de rugby pour travailler ensuite dans une banque, au Crédit Agricole de Carcassonne. « Là, tout le monde voulait emprunter pour acheter un bar, un hôtel voire un restaurant. Moi, je me suis dit, il y en a trop ; ce sera la location de voitures. Qui était quasi inexistante à l'époque. » Il parvient ainsi à créer l'une des plus importantes entreprises locales indépendantes de location de voitures (800 véhicules, 40 employés répartis sur six agences, dont quatre à Toulouse). Les voitures de Walter Spanghero sont cédées à une filiale de la Caisse d'épargne.
Fin 2013, il est toujours chef d'entreprise de pièces détachées de véhicules sur la zone d'Aucamville.
Ses frères Laurent et Claude ont fondé la société de négoce de viande Spanghero, vendue en 2009. Lur Berri a repris l'activité à la condition de conserver le nom Spanghero. Depuis 2009, cette société (et les événements de 2013 de fraude à la viande de cheval) n'a aucun lien avec Walter Spanghero et sa famille. Laurent Spanghero tente de « laver son honneur » en reprenant en juillet 2013 l'affaire et en rebaptisant la société La Lauragaise mais la société est mise en redressement judiciaire un an plus tard,. Un repreneur est finalement trouvé en 2014.
En 1995, il est chargé par la Fédération française de rugby de travailler sur le statut professionnel des joueurs. Il insiste auprès du président Bernard Lapasset pour que les financements soient répartis en trois tiers. L'un pour les joueurs, le deuxième pour les clubs et le troisième pour les clubs formateurs. Une modification du projet est faite en son absence. « J'ai dit au président de la Fédération : « Vous m'avez assez vu, terminé. » Puis, je me suis retiré. » Membre du comité directeur de la fédération, il ne se représente pas en avril 1995.
En 1999, l'ancien international de rugby est le consultant du journal l'Humanité durant la Coupe du monde.
Walter Spanghero a occupé encore des fonctions importantes comme en 2001 conseiller municipal de la ville de Toulouse, chargé de la sécurité,, président de la section tennis du Stade Toulousain ; il assume la présidence du Grand Prix de la Ville de Toulouse et celle des Amis du Stade toulousain,. Il démissionne de son mandat de conseiller municipal de la ville de Toulouse en 2004 pour pouvoir diriger une société de fourrière, liée à la ville de Toulouse, les deux activités étant incompatibles (conflit d'intérêts, prise illégale d'intérêts),.